# تلفزيون كردستان
تلفزيون كردستان، هي أول محطة تلفزيونية فضائية في كردستان بدأت البث في عام 1999. وهي تابعة للحزب الديمقراطي الكردستاني ومقرها في أربيل، إقليم كردستان.
تبث القناة برامجها بشكل رئيسي باللغة الكردية ويمكن مشاهدتها باستخدام نظام الأقمار الصناعية WS International على القمر الصناعي يوتلسات لأوروبا وغرب آسيا وشمال أفريقيا.
وبصرف النظر عن خدمات اللغة الكردية، يقدم تلفزيون كردستان أيضًا حضورًا إخباريًا عبر الإنترنت باللغتين العربية والتركية. تقع المكاتب الأوروبية لتلفزيون كردستان في هولندا وألمانيا.

## وصلات خارجية
موقع تلفزيون كوردستان  على فيسبوك.